# Óscar Vargas (futbolista panameño)
Oscar Vargas (David, Panamá; 24 de octubre de 1986) es un exfutbolista panameño. Jugó de delantero.
Tras llevar nueve años como profesional en la Liga Panameña de Fútbol, sufrió una lesión en su rodilla izquierda que fue mal operada en una primera intervención. El coste de la operación, que no pudo cubrirse con el seguro de hasta 2.000 dólares que pagaba el club Atlético Chiriquí le impidió planear una vuelta al campo y para 2016 su ficha de jugador no fue renovada.

## Clubes
| Club                | País   | Año       |
| ------------------- | ------ | --------- |
| Atlético Chiriquí   | Panamá | 2006-2008 |
| Atlético Veragüense | Panamá | 2008      |
| Atlético Chiriquí   | Panamá | 2009-2013 |
| Chorrillo FC        | Panamá | 2013-2014 |
| Atlético Chiriquí   | Panamá | 2014-2016 |

## Palmarés

### Títulos nacionales
| Título       | Club         | País   | Año  |
| ------------ | ------------ | ------ | ---- |
| LPF Clausura | Chorrillo FC | Panamá | 2014 |